# ریچارد ای. کول
ریچارد یوجین کول (به انگلیسی: Richard Eugene Cole) (زاده ۷ سپتامبر ۱۹۱۵ – درگذشته ۹ آوریل ۲۰۱۹) یک افسر آمریکایی در نیروی هوایی ایالات متحده آمریکا بود. او یکی از کسانی بود که در ۱۸ آوریل ۱۹۴۲ در حمله دولیتل شرکت کرد و به عنوان کمک خلبان جیمی دولیتل در هواپیمای اصلی فعالیت می‌کرد. وی سرانجام به درجه سرهنگ دوم رسید.
کول پس از حمله تا ژوئن ۱۹۴۳ در چین ماند و از اکتبر ۱۹۴۳ تا ژوئن ۱۹۴۴ دوباره در جبهه چین برمه و هند خدمت کرد. سپس از سال ۱۹۵۹ تا ۱۹۶۲ به عنوان مشاور عملیات نیروی هوایی ونزوئلا خدمت کرد. وی در سال ۱۹۶۶ از نیروی هوایی بازنشسته شد و در سال ۲۰۱۶ آخرین بازمانده حمله دولیتل نام گرفت.